# James Richardson
Pour les articles homonymes, voir James Richardson (homonymie) et Richardson.
James Richardson, connu également sous le nom de Jimmy Richardson, est un footballeur puis entraîneur écossais, né en 1885 à Glasgow et mort en août 1951. Il évolue au poste d'attaquant du début des années 1910 au début des années 1920.
Après des débuts au Huddersfield Town, il joue ensuite notamment au Sunderland AFC et à Ayr United FC.
Il devient par la suite entraîneur et dirige Ayr United FC et Cowdenbeath FC.

## Biographie
James Richardson commence sa carrière au Huddersfield Town puis, rejoint Sunderland AFC en 1912. Il est finaliste de la Coupe d'Angleterre en 1913. et inscrit en deux saisons 31 buts en 45 rencontres.
Il signe en 1914 au Ayr United FC, et termine meilleur buteur du championnat en 1915 avec vingt-neuf buts inscrits, à égalité avec Tom Gracie d'Heart of Midlothian. Engagé dans l'armée, il rejoint la France en 1916, il est démobilisé en octobre 1918 en raison de troubles de l'estomac. Il fait son retour sur les terrains, le 2 novembre, et inscrit un hat-trick face à Hibernian FC. Il dispute, en avril 1919, une rencontre avec la Scottish League XI. Il inscrit au total 109 buts avec le club écossais.
Il devient en 1923 entraîneur du Ayr United FC puis, après une saison, rejoint le Cowdenbeath FC qui réalise, sous ses ordres, la meilleure saison de son histoire en terminant cinquième. Il quitte le club en fin de championnat. Il meurt en août 1951

## Palmarès
Sunderland AFC
- Champion du Championnat d'Angleterre de football (1) :
  - 1913.
- Finaliste de la FA Cup (1) :
  - 1913.

Ayr United FC
- Meilleur buteur du Championnat d'Écosse de football (1) :
  - 1915: 29 buts.